# Naarajärvi (sjö i Savitaipale, Södra Karelen)
Naarajärvi är en sjö i kommunen Savitaipale i landskapet Södra Karelen i Finland. Arean är 37 hektar och strandlinjen är 3,33 kilometer lång. Sjön  ingår i Vuoksens huvudavrinningsområde.   Den ligger omkring 45 kilometer väster om Villmanstrand och omkring 180 kilometer nordöst om Helsingfors.  Naarajärvi ligger norr om sjön Santara. 